# Міа Халіфа
Сара Джо Шамун (*10 лютого 1993), відома як Міа Халіфа (англ. Mia Khalifa) чи Калліста (англ. Mia Callista) — американська інфлюєнсерка і вебкам-модель ліванського походження. Найбільше відома як порноакторка в 2014-15 роках, чиє ліванське походження та зйомки в хіджабі викликали гостру критику ліванців та мусульман.

## Життєпис
Міа Халіфа народилася 10 лютого 1993 року в столиці Лівану Бейруті в родині ліванських католиків-маронітів. Її батько дотримується консервативних поглядів, є прихильником Республіканської партії США і партії «Ліванські сили». Вона відвідувала франкомовну приватну школу в Бейруті, де навчилася говорити англійською. 
Сім'я Халіфи покинула дім після конфлікту в Південному Лівані  і переїхала до США у 2001 році. У США її родина жила в окрузі Монтгомері, штат Меріленд, де вона грала в лакрос у старшій школі. В школі над нею знущалися за те, що вона була «найпохмурішою та найдивнішою дівчиною», що посилилося після терактів 11 вересня.
Відвідувала Військову академію Массанаттена у Вудстоку, штат Вірджинія, а пізніше закінчила Техаський університет в Ель-Пасо зі ступенем бакалавра мистецтв з історії.

### Порноіндустрія
Працювала в ресторані швидкого харчування мережі Whataburger, де відвідувач запропонував їй зніматися в порнофільмах, і потрапила в порноіндустрію в жовтні 2014. Псевдонім було взято з імені її собаки Мії і американського репера Wiz Khalifa.
Хоча Халіфа іноді виступає в образі мусульманки, вона народилася в католицькій родині (християни становлять до половини населення Лівану) і не ідентифікує себе як мусульманку. Попри це, деякі ЗМІ (Salon) назвали її «мусульманкою», а Ліван — «однією з найбільш мусульманських країн» (ТСН). До того ж на Pornhub порнофільми з її участю включені до категорії «мусульманське порно» та «порно у хіджабі».
З 1,5 млн переглядів Міа Халіфа стала найбільш затребуваною порноакторкою Pornhub. За даними цього сайту, з 3 по 6 січня 2015 року кількість пошукових запитів зросла в п'ять разів. Близько чверті з цих запитів були зроблені з Лівану. Суттєва частка запитів припала на довколишні Сирію та Йорданію. Згідно зі статистикою сайту на 30 вересня 2015 року, Міа Халіфа перебувала на другому місці за пошуковими запитами серед користувачів ОС Android, і серед власників пристроїв на iOS, незначно поступаючись Лізі Енн та Кім Кардашян. За підсумками 2015 року Міа Халіфа піднялася на 197 позицій у рейтингу Pornhub за пошуковими запитами і посіла 2-ге місце, обігнавши Лізу Енн, але поступившись Кім Кардашян. Порівняно з минулим роком її стали шукати на 2129 % більше (3-тє місце рейтингу). 28 грудня Pornhub оголосив, що вона стала порнозіркою № 1 в їхньому рейтингу, потіснивши Лізу Енн.
У січні 2017 року xHamster відзвітував, що Халіфа була лідеркою 2016 року за кількістю пошукових запитів.
У липневому інтерв'ю 2016 року газеті The Washington Post Халіфа сказала, що знімалася в порнографії тільки три місяці і вже рік як кинула порноіндустрію, знайшовши нормальнішу роботу. «Я думаю, що це була фаза мого бунту. Це справді було не для мене. Я ніби порозумнішала і спробувала дистанціюватися від усього того».

### Критика
Мію Халіфу різко критикували на Близькому Сході, де її звинуватили в осоромленні себе та країни. Її батьки перестали спілкуватися з нею через її участь у порнофільмах ; вони оприлюднили заяву, в якій відмежувалися від її дій і звинуватили її рішення піти в секс-індустрію через її проживання в чужій країні (США), культура якої відрізняється від їхньої (Ліван), і що її дії не відображають її виховання. Вони сказали, що сподіваються, що вона залишить порнографію, вважаючи, що вона ганьбить її родину та рідну країну.
Після того, як вона вийшла на перший рядок рейтингу на Pornhub, їй погрожували вбивством, включаючи сфабриковане зображення ката з Ісламської Держави, який збирається обезголовити її, і слова, що вона потрапить до пекла. Вона відповіла: «Нещодавно я збиралася трохи засмагнути». Ліванські газети виступили з її різкою критикою, яку вона вважає тривіальною через інші, куди серйозніші, події в регіоні.
В інтерв'ю газеті The Washington Post вона назвала порносцену в хіджабі сатирою і її потрібно сприймати як таку, додавши, що голлівудські фільми зображають мусульман у набагато негативнішому світлі, ніж зміг би будь-який порнограф. «Жіночі права в Лівані ще далекі від того, щоб до них почали ставитися серйозно, якщо лівансько-американська порнозірка, яка більше не живе там, створює такий галас». На захист її зйомок у порнофільмах висловився британсько-ліванський письменник Насрі Аталла.

### Поза порноіндустрією
Після трьох місяців у порноіндустрії Халіфа працювала у Маямі помічницею юриста та бухгалтеркою. Вона перейшла до медіа в соціальних мережах, вебкам моделінгу та спортивного коментування. 
Вона веде канал YouTube; прямі трансляції на Twitch, у тому числі виступаючи непорнографічною вебкам моделлю; продає фотосесії, сувеніри та доступ до ексклюзивного вмісту на Patreon; і продавала відверті фотосесії та відео на сайті Findrow. Ден Стайнберг з The Washington Post у 2016 році писав, що, попри зміну кар’єри, її стрічка соціальних мереж була «все ще трохи більш ризикованою, ніж, скажімо, Бен Бернанке».
Використовувала свою присутність у соцмережах, щоб підтримувати професійні спортивні команди з Вашингтона, округ Колумбія. Вона та Гілберт Аренас вели щоденне спортивне шоу Out of Bounds на YouTube-каналі Complex News з жовтня 2017 року по лютий 2018 року. Разом із Тайлером Коу вела шоу «Зуби півня». Останній епізод вийшов 30 жовтня 2018 року.
У травні 2020 року виступила в ролі гості в шоу Рамі на Hulu. 
У травні 2023 року Халіфа була запрошена виступити в Оксфордському союзі та була показана на першій обкладинці журналу Huck під заголовком «Ми всі — Міа Халіфа». У червні 2023 року Халіфа запустила лінію ювелірних виробів «Sheytan» разом із Сарою Берн, колишньою співробітницею Вергіла Абло.
У 2023 році підтримала Хамас Сектор Гази та висміяла Кайлі Дженер за її підтримку Ізраїлю. Після цього Playboy припинив з неї співпрацю.

## Особисте життя
У лютому 2011 року одружилася зі своїм шкільним бойфрендом. Вони розійшлися у 2014 році, а офіційно розлучилися у 2016 році.  
У 2019 одружилася з американським кухаря Робертем Сендберга; розлучилися у 2020 році.  
У 2021-22 роках зустрічалася з пуерто-риканським репером і співаком Джайко. 
У 2015 році заявила, що більше не є практикуючою католичкою.